# Andy Griffin
Andrew "Andy" Griffin (ur. 7 marca 1979 w Billinge Higher End w metropolii Wigan) – angielski piłkarz występujący na pozycji obrońcy w Chester.

## Kariera klubowa
Griffin zawodową karierę rozpoczął w Stoke City, gdzie zdobył sobie uznanie jako środkowy obrońca. Po znakomitych początkach w Stoke,  zdecydował się na przeprowadzkę do Newcastle United za 1,5 mln £ w styczniu 1998.
Szybko wkomponował się do Newcastle United, czego efektem było powołanie do Reprezentacji Anglii początkowo U-18 a następnie U-21. W sezonie 2000-01 nie grał zbyt dużo z powodu odniesionej kontuzji.
Griffin w pewnym sensie odrodził się, będąc podopiecznym menedżera Bobby'ego Robsona, dzięki czemu się rozwinął w sezonie 2002-03, biorąc udział w Lidze Mistrzów, gdzie strzelił zwycięskiego gola Juventusowi.
Jednakże silna konkurencja w składzie nie pozwoliła mu na rozegranie wielu meczów w sezonie 2003-04, a gdy jego kontrakt z Newcastle się skończył, przeszedł do Portsmouth F.C. na zasadzie wolnego transferu. W Newcastle zagrał 103 razy i zdobył trzy gole.
We wrześniu 2006, po konflikcie z Harrym Redknappem menedżerem Portsmouth, został wypożyczony  do swojego pierwszego klubu (Stoke City).
19 stycznia 2007 Griffin zdecydował się jeszcze raz dołączyć do Stoke City na zasadzie wypożyczenia do czerwca 2007, po czym wrócił do Portsmouth.
Dnia 31 lipca 2007 Griffin przeniósł się do Derby County podpisując trzyletni kontrakt. W nowej drużynie zadebiutował 11 sierpnia tego samego roku w zremisowanym 2:2 ligowym spotkaniu z Portsmouth. 
11 stycznia 2008 roku przeszedł za sumę 300 tysięcy funtów do Stoke City. Pierwszy występ w nowej drużynie zaliczył osiem dni później, kiedy to zagrał w meczu z Preston North End.
W styczniu 2010 roku został wypożyczony do Reading, zaś pół roku później podpisał stały kontrakt z tym klubem.